# Copa RS de Futebol Americano de 2016
A Copa RS de Futebol Americano de 2016 foi a primeira edição desta competição de Futebol Americano envolvendo equipes do estado do Rio Grande do Sul, que não disputam competições nacionais ou regionais no segundo semestre da temporada. Além disso a competição oportunizou a entrada do time B de equipes mais experientes, dando ritmo para atletas mais jovens. Curiosamente a final da competição foi disputada por duas equipes alternativas: o Santa Maria Soldiers e o Bento Gonçalves Snakes, que dividiam suas atenções também com a Liga Nacional. A equipe de Santa Maria venceu com facilidade a partida final, disputada no Estádio Cristo Rei em São Leopoldo, por 43 a 06.

## Participantes
| Time                   | Cidade          | Estádio (mando)           |
| ---------------------- | --------------- | ------------------------- |
| Bento Gonçalves Snakes | Bento Gonçalves | Estádio da Montanha       |
| Bulldogs FA            | Venâncio Aires  | Estádio Edmundo Feix      |
| Santa Maria Soldiers   | Santa Maria     | Estádio Presidente Vargas |
| São Leopoldo Mustangs  | São Leopoldo    | Estádio Cristo Rei        |

## Fórmula de Disputa
Cada equipe realizou quatro partidas no total, sendo três na temporada regular e mais a disputa do título ou terceira posição. A fórmula adotada segue os moldes das competições realizadas em São Paulo pela FeFASP: rodadas duplas com sedes únicas. Os times organizaram uma data como sede e realizaram três jogos como visitantes. Os dois melhores times na fase regular disputaram a final e os demais o terceiro colocado. A Primeira rodada foi disputada em Venâncio Aires, a Segunda rodada em Santa Maria e a Terceira rodada em Bento Gonçalves. As partidas finais (Disputa de Terceiro Lugar e Final) ocorreram na cidade restante, São Leopoldo.

## Classificação Final
| Grupo Único            |   |   |   |       |     |     |     |     |
| Time                   | V | D | E | PCT   | PF  | PS  | SP  | SEQ |
| Bento Gonçalves Snakes | 3 | 0 | 0 | 1.000 | 80  | 20  | 60  | 3V  |
| Santa Maria Soldiers   | 2 | 1 | 0 | 0.670 | 115 | 26  | 89  | 2V  |
| Bulldogs FA            | 1 | 2 | 0 | 0.340 | 39  | 97  | -58 | 2D  |
| São Leopoldo Mustangs  | 0 | 3 | 0 | 0.000 | 15  | 106 | -91 | 3D  |

|  |                                                   |
|  | Equipes classificadas à Final                     |
|  | Equipes classificadas à Disputa de Terceiro Lugar |

### Jogos da Temporada Regular
A Equipe mandante da Etapa está destacada em negrito
| Semana 1               |        |        |                       |                        |                                           |
| Time da casa           | Pontos | Pontos | Time visitante        | Data do jogo           | Local do jogo                             |
| Bento Gonçalves Snakes | 26     | 00     | Santa Maria Soldiers  | 25 de setembro de 2016 | Estádio Edmundo Feix, Venâncio Aires/RS   |
| Bulldogs FA            | 25     | 09     | São Leopoldo Mustangs | 25 de setembro de 2016 | Estádio Edmundo Feix, Venâncio Aires/RS   |
| Semana 2               |        |        |                       |                        |                                           |
| Time da casa           | Pontos | Pontos | Time visitante        | Data do jogo           | Local do jogo                             |
| Bento Gonçalves Snakes | 35     | 14     | Bulldogs FA           | 13 de novembro de 2016 | Estádio Presidente Vargas, Santa Maria/RS |
| Santa Maria Soldiers   | 62     | 00     | São Leopoldo Mustangs | 13 de novembro de 2016 | Estádio Presidente Vargas, Santa Maria/RS |
| Semana 3               |        |        |                       |                        |                                           |
| Time da casa           | Pontos | Pontos | Time visitante        | Data do jogo           | Local do jogo                             |
| Santa Maria Soldiers   | 53     | 00     | Bulldogs FA           | 27 de novembro de 2016 | Estádio da Montanha, Bento Gonçalves/RS   |
| Bento Gonçalves Snakes | 19     | 06     | São Leopoldo Mustangs | 27 de novembro de 2016 | Estádio da Montanha, Bento Gonçalves/RS   |

### Jogos da Fase Final
| Disputa de Terceiro Lugar |        |        |                      |                        |                                     |
| Time da casa              | Pontos | Pontos | Time visitante       | Data do jogo           | Local do jogo                       |
| São Leopoldo Mustangs     | 07     | 09     | Bulldogs FA          | 04 de dezembro de 2016 | Estádio Cristo Rei, São Leopoldo/RS |
| Final                     |        |        |                      |                        |                                     |
| Time da casa              | Pontos | Pontos | Time visitante       | Data do jogo           | Local do jogo                       |
| Bento Gonçalves Snakes    | 06     | 43     | Santa Maria Soldiers | 04 de dezembro de 2016 | Estádio Cristo Rei, São Leopoldo/RS |

## Campeão
| Copa RS de 2016                          |
| ---------------------------------------- |
| SANTA MARIA SOLDIERS Campeão (1º título) |